# 沖繩總罷工警察官被殺事件
沖繩總罷工警察官被殺事件指的是1971年11月10日美国治理琉球时期发生在浦添市的治安和政治事件。

## 案情經過
1971年6月17日，美日签订《沖繩返還協定》，美国决定将冲绳交给日本，但在沖繩的美軍基地得以保留。因此琉球全境都发生反对《沖繩返還協定》，主張撤走美軍基地、「無條件完全返還」的总罢工，罢工总人数有14万6500人之多，使琉球全境都陷入了瘫痪状态。左派團體冲绳县祖国复归协议会在那霸市纠集7万人进行示威游行。史称11・10总罢工或冲绳总罢工。
一部分极左人士乘总罢工之机，用白布蒙面，混进了与仪公园集会现场。当时共有10万名抗议人士向浦添市的琉球列岛美国民政府所在地前进。途中，极左人士持燃烧瓶向沿途的派出所内投掷。48岁的巡查部长山本松三试图逮捕数名极左人士，但遭他们棍棒相加，倒地后仍被他们扔燃烧弹。
山本被示威的主办方复归协送上宣传车，紧急送往医院抢救。途中因脑损伤而死亡。
此后琉球政府使用高压水炮和催泪弹驱散了示威人群。复归协受伤千人，并声称要集体上诉，但最终没有付诸行动。印染家松永優（当時24岁）以杀害警察的罪名被起诉，一审被处以有罪判決（懲役1年，執行猶予2年）；二审因其辩护律师声称他有「灭火、救助行為」而被判处无罪释放。